# شهادة الزور

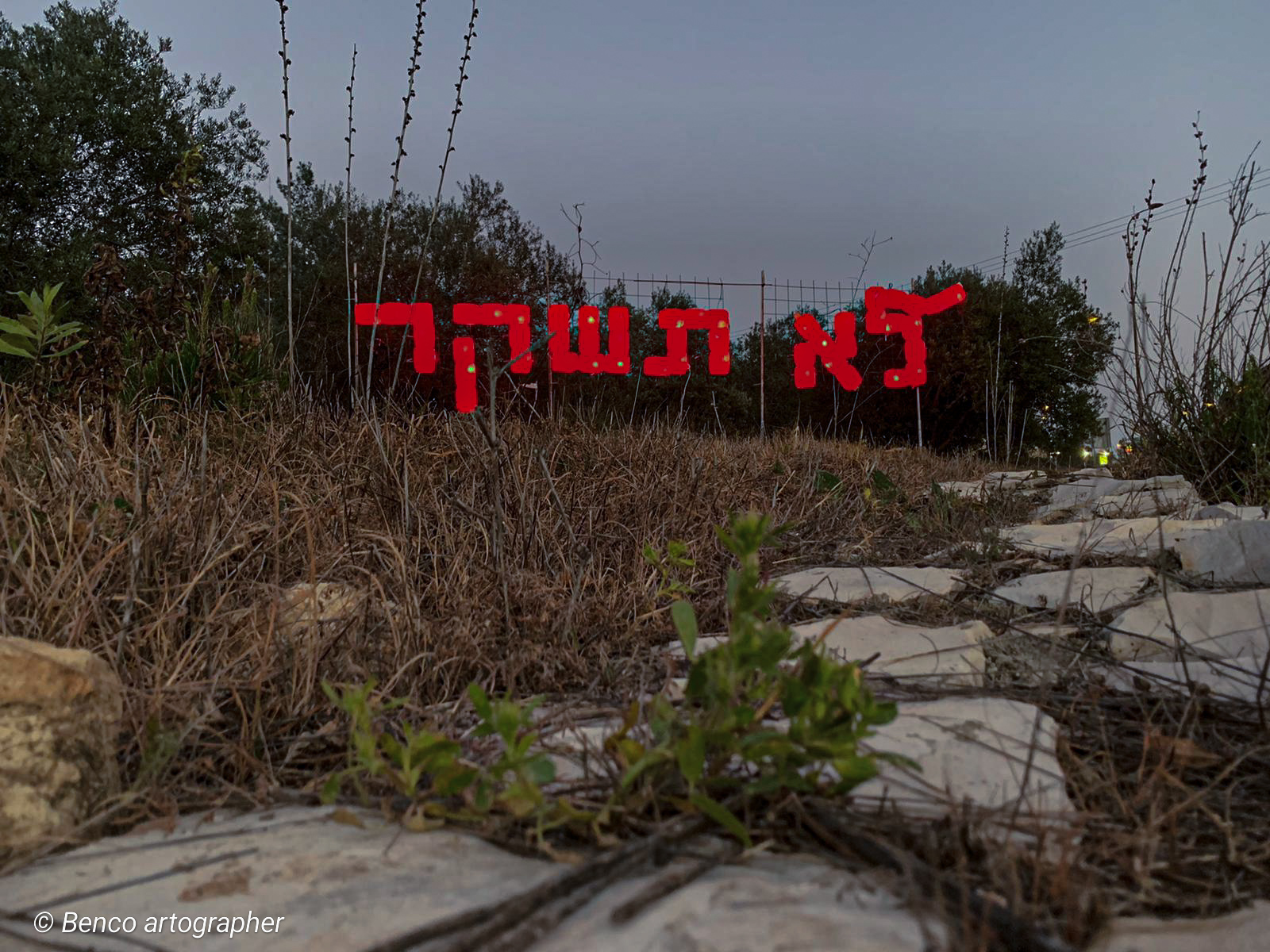

شهادة الزور هي تعمّد الحنث باليمين أو تزوير تأكيد لقول الحقيقة، سواء كانت مكتوبة أو منطوقة، بشأن مسألة أساسية لإجراء قضائي ما.
يتعهد الشاهد كذبًا بقول الحقيقة عن المسائل التي تؤثر على نتيجة القضية. على سبيل المثال، الكذب بشأن عمر شخص ما، لا يعتبر شهادة زور، إلا إذا كان العمر عاملًا لتحديد النتيجة القانونية، كالجدارة باستحقاقات التقاعد بعد سن معين.
تعتبر شهادة الزور جريمة خطيرة لإمكانية استخدامها في اغتصاب سلطة المحاكم، الأمر الذي يسبب إخفاق العدالة. في الولايات المتحدة على سبيل المثال، النظام الأساسي العام لشهادة الزور بموجب القانون الفدرالي يصنف شهادة الزور كجناية تقود إلى عقوبة سجن تصل إلى خمس سنوات. يسمح قانون العقوبات في كاليفورنيا لأن تكون شهادة الزور جناية إعدام في القضايا التي تسبب الإعدام الجائر. غير أن قضايا شهادة الزور نادرة.

## الأديان وشهادة الزور

### الإسلام

#### النهي عن شهادة الزور في القرآن والسنة
نظرا لما لشهادة الزور من أضرار ومخاطر على الأفراد والمجتمعات فقد ورد ذمها في كتاب الله وفي سنة رسول الله صلى الله عليه وسلم.
يقول الله: (وَالَّذِينَ لا يَشْهَدُونَ الزُّورَ وَإِذَا مَرُّوا بِاللَّغْوِ مَرُّوا كِرَاماً) (الفرقان:72).
و يقول: (فَاجْتَنِبُوا الرِّجْسَ مِنَ الأَوْثَانِ وَاجْتَنِبُوا قَوْلَ الزُّورِ) (الحج:30). ويقول: (وَإِنَّهُمْ لَيَقُولُونَ مُنْكَراً مِنَ الْقَوْلِ وَزُوراً) (المجادلة:2).
وعن أبي بكرة – قال: قال النبي صلى الله عليه وسلم: «ألا أنبئكم بأكبر الكبائر (ثلاثاً)؟» قالوا: بلى يا رسول الله، قال: «الإشراك بالله وعقوق الوالدين» وجلس وكان متكئاً فقال: «ألا وقول الزور أو شهادة الزور»، قال ابن حجر في قوله: «وجلس وكان متكئاً» يشعر بأنه اهتم بذلك حتى جلس بعد أن كان متكئاً، ويفيد ذلك تأكيد تحريم الزور وعظم قبحه، وسبب الاهتمام بذلك كون قول الزور أو شهادة الزور أسهل وقوعاً على الناس، والتهاون بها أكثر، فإن الإشراك ينبو عنه قلب المسلم، والعقوق يصرف عنه الطبع، وأما الزور فالحوامل عليه كثيرة، كالعداوة والحسد وغيرها، فاحتيج للاهتمام بتعظيمه وليس ذلك لعظمها بالنسبة، بل لكون مفسدة الزور متعدية إلى غير الشاهد بخلاف الشرك فإن مفسدته قاصرة غالباً.
بل إن رسول الله صلى الله عليه وسلم حذر من الزور وقوله والعمل به حتى قال: «من لم يدع قول الزور والعمل به فليس لله حاجة في أن يدع طعامه وشرابه». رواه البخاري.
عن أبي عبد الرحمن بن أبي بكرة ما عن أبيه قال: كنا عند رسول الله صلى الله عليه وسلم، فقال: «ألا أنبئكم بأكبر الكبائر: الإشراك بالله وعقوق الوالدين» - وجلس وكان متكئاً فقال: «ألا وقول الزور» قال فما زال يكررها حتى قلنا: ليته سكت. رواه البخاري.